# Roverway
Roverway je mezinárodní skautská akce pro skautky a skauty od 16 let. Každá akce se skládá z putování, které je následováno společným tábořením. Jedná se o evropskou variantu české akce Obrok, která bývá v zahraničí občas nazývána Czech Scout Moot a celosvětového setkání starších skautů s názvem World Scout Moot.

## Historie
Poprvé se Roverway uskutečnila v roce 2003 v Portugalsku a od té doby se koná jednou za tři roky. Výjimka přišla v roce 2015, a to proto aby se Roverway nekryla se světovým skautským jamboree v Japonsku - Roverway se proto uskutečnila o rok později. Zatím poslední Roverway se uskutečnilo na přelomu července a srpna 2018 v Nizozemsku.
Kvůli organizaci Evropského jamboree v Polsku (nakonec kvůli světové pandemii nemoci covid-19 zrušeného) byla další Roverway naplánována až na rok 2024. Uskutečnila se na přelomu července a srpna 2024 v Norsku.
Příští Roverway se uskuteční v roce 2028 ve Švýcarsku, bylo to oznámeno v srpnu 2025 na Evropské skautské konferenci 2025 ve Vídni.

## Seznam ročníků Roverway
| Rok  | Název akce    | Země        | Místo          | Datum                | Motto                 | Počet zemí | Počet účastníků |
| ---- | ------------- | ----------- | -------------- | -------------------- | --------------------- | ---------- | --------------- |
| 2003 | Roverway 2003 | Portugalsko | Leiria         | 31. 7. – 11. 8. 2003 | People in Motion      | 30         | 2 400           |
| 2006 | Roverway 2006 | Itálie      | Loppiano       | 6. – 14. 8. 2006     | Dare to Share         | 30         | 4 200           |
| 2009 | Roverway 2009 | Island      | Ulfljotsvatn   | 20. – 28. 7. 2009    | Open up               | 44         | 3 200           |
| 2012 | Roverway 2012 | Finsko      | Evo            | 20. – 28. 7. 2012    | See. Feel. Follow.    | 43         | 3 518           |
| 2016 | Roverway 2016 | Francie     | Jambville      | 3. – 14. 7. 2016     | I´ll be there         | 46         | 5 000           |
| 2018 | Roverway 2018 | Nizozemsko  | Zeewolde       | 23. 7. – 2. 8. 2018  | Opposites Attract     | 43         | 3 500           |
| 2024 | Roverway 2024 | Norsko      | Stevanger      | 22. 7. – 1. 8. 2024  | North of the Ordinary | 38         | 5 500           |
| 2028 | Roverway 2028 | Švýcarsko   | bude upřesněno | léto 2028            | Battasendas           |            |                 |